# Wojciech Jerzy Has
Wojciech Jerzy Has (Krakau, 1 april 1925 – Łódź, 3 oktober 2000) was een Pools filmregisseur en scenarioschrijver.
Wojciech Jerzy Has had een Joodse vader en een katholieke moeder.  Na de Tweede Wereldoorlog begon hij film en schilderkunst te studeren in Krakau. Hij specialiseerde zich aanvankelijk in documentaires. Pas in 1958 draaide Has zijn eerste speelfilm. Zijn oeuvre heeft een belangrijke invloed gehad op de Poolse cinema. Als zijn bekendste film geldt Rękopis znaleziony w Saragossie uit 1964.

## Filmografie
- 1957: Pętla
- 1958: Pożegnania
- 1959: Wspólny pokój
- 1960: Rozstanie
- 1962: Złoto
- 1962: Jak być kochaną
- 1964: Rękopis znaleziony w Saragossie
- 1966: Szyfry
- 1968: Lalka
- 1973: Sanatorium pod klepsydrą
- 1982: Nieciekawa historia
- 1984: Pismak
- 1985: Osobisty pamiętnik grzesznika przez niego samego spisany
- 1988: Niezwykła podróż Baltazara Kobera